# Edigan
Edigan (ros. Эдиган) – wieś w Rosji, w Republice Ałtaju, w rejonie czemalskim, wchodzi w skład kujuskiego osiedla wiejskiego. W 2010 liczyła 235 mieszkańców. We wsi jest 7 ulic. Działa w niej urząd pocztowy.

## Geografia
Wieś znajduje się 152 km na południe od Gornoałtajska, w dolinie rzeki Edigan (prawy dopływ Katunia), w miejscu gdzie wpada rzeka Kajnzara, na wysokości 679 m n.p.m..

## Historia
Wieś od 1804 do 1918 roku wchodziła w skład ujezdu bijskiego (w latach 1822–1898 – okręg bijski) guberni tomskiej.
Od 1918 do 1923 roku Edigan był ośrodkiem administracyjnym wołosti sałdamskiej ujezdu gornoałtajskiego, od 1922 do 1948 roku w składzie Ojrockiego Obwodu Autonomicznego, od 7 stycznia 1948 do 25 października 1990 roku w Gorno-Ałtajskim Obwodzie Autonomicznym.